# Амелін Анатолій Гаврилович
Анатолій Гаврилович Амелін (нар. 24 вересня 1907 — 1987) — радянський вчений у галузі автоматизації хіміко-технологічних процесів, двічі лауреат Сталінської премії.

## Біографія
Народився 24 вересня 1907 року в Маріуполі.
Закінчив 7-річну школу, в 1921—1923 роках працював розсильним у міліції Маріуполя.
У 1923—1925 роках навчався у ФЗУ при заводі ім. Ілліча, після закінчення якого отримав направлення в Одеський хіміко-технологічний інститут.
Після закінчення інституту працював на Костянтинівському хімічному заводі (Костянтинівка, Донецька область, Українська РСР): Апаратник, майстер, начальник зміни.
У 1933—1936 роках начальник сірчанокислотного цеху заводу «Нафтогаз» № 1.
Із 1936 року начальник лабораторії контактної сірчаної кислоти НДУІФ ім. Я. В. Самойлова.
У 1945—1946 роках у відрядженні в Німеччині, інженер-експерт із хімічного обладнання
У 1942 році захистив кандидатську, в 1947 році — докторську дисертацію. Старший науковий співробітник (1942), професор (1949).
У 1951—1958 роках працював за сумісництвом в Інституті автоматики та телемеханіки АН СРСР (ІАТ).
У 1970—1981 роках був зав. кафедрою ЗХТ Московського хіміко-технологічного інституту ім. Д. І. Менделєєва.
Автор підручників і монографій.

## Нагороди
- Заслужений діяч науки та техніки РРФСР .
- Двічі лауреат Сталінської премії :

- 1942 — за розробку способу інтенсифікації контактних апаратів та нової схеми виробництва контактної сірчаної кислоти,
- 1951.

- орден «Знак Пошани» (тричі: 1942, 1951 та 1967),
- медалі,
- знак «Відмінник Наркомхімпрому»
- знак «Відмінник Міністерства хімічної промисловості».